# علی مراد
علی مراد (انگلیسی: Ali Mourade؛ زادهٔ ۱۷ اکتبر ۱۹۸۴) بازیکن فوتبال اهل فرانسه است.
وی همچنین در تیم ملی فوتبال اتحاد قمر بازی کرده‌است.